# Byrambada, Virajpet
Byrambada là một làng thuộc tehsil Virajpet, huyện Kodagu, bang Karnataka, Ấn Độ.